# Коврижкина, Нина Николаевна
Нина Николаевна Коврижкина (укр. Ніна Миколаївна Коврижкіна; род. 5 февраля 1965) — советская и украинская легкоатлетка. Мастер спорта Украины. Действующая рекордсменка Амурской области в беге на 3000 метров.
Училась в городе Свободный Амурской области. Представляла общество «Трудовые резервы». Впоследствии жила в Крыму. На легкоатлетических турнирах выступала с 1982 по 2007 год. Тренировалась под руководством Алексея Дубовика.
Коврижкина дважды побеждала в Регенсбургском марафоне (1992, 1993). На украинском первенстве 1993 года Коврыжкина стала победительницей полумарафона (1:16.32.0). Серебряная призёрша Стамбульского марафона 1994 года. Участница Лос-Анджелесского марафона 1996 года (шестое место). Бронзовая призёрша зимнего чемпионата Украины 1996 года в беге 3000 метров. Свой лучший марафонский результат показала на Сибирском международном марафоне 1996 года, где заняла четвёртое место (2:37.43). На летнем чемпионате Украины 2003 года Коврижкина стала третьей в марафоне с результатом 2:53.17.
Участница чемпионатов мира по полумарафону 1996 и 1997 годов. В 2005 году пробежала на Найробийском марафоне (11 место).
Пятикратная победительница Крымского осеннего марафона (1997, 2003, 2004, 2006, 2007).
Член Федерации ушу Республики Крым.